# Світлана Портнянська
Світлана Портнянська (нар. 1966, Москва) — російська і американська співачка.

## Життєпис
Народилася в Москві, на Сретенці. Закінчила Державний музично-педагогічний інститут імені Гнесіних у Москві. Працювала в Москонцерті і Московському єврейському театрі «Шалом» (1988). Лауреат Гран-прі Міжнародного телевізійного фестивалю виконавців поп і рок-музики «Сходинка до Парнасу» (1991). З 1991 року живе в США. Навчалася на відділенні канторского співу Нью-Йоркської теологічної семінарії. Після закінчення працює кантором в одній з синагог Лос-Анджелеса, виступає з гастролями в багатьох містах США, Ізраїлю і Росії, зокрема щорічно на Міжнародному фестивалі мистецтв імені С. Міхоелса у Москві.
Двоє синів, старший народився в Москві, молодший — у США.

## Концерти
- 2003 — Люблю, співаю і пам'ятаю (Гамбург)[2]
- 2003 — Хай буде мир! (гала-концерт зірок естради, Москва)[3]
- 2005 — Концерт джаз-оркестром В. Бутмана (Бостон)[4]
- 2005 — Міжнародний фестиваль єврейської культури та мистецтва (Біробіджан)[5]
- 2007 — Про любов в два голоси (Каліфорнія)[6][7]
- 2007 — IX Міжнародний фестиваль єврейської культури та мистецтва (Біробіджан)
- 2008 — Про кохання в два голоси (Ізраїль)[8]
- 2012—Голос душі(Німеччина)]

## Дискографія
- 1990 — Мир Вам! Шалом! (http://shanson-e.tk/forum/showthread.php?t=29399)
- 1998 — Популярні єврейські пісні та російські романси
- 1999 — Популярні єврейські пісні, російські романси, шедеври світової класичної музики
- 2002 — Єврейська народна пісня[9]
- 2004 — Єврейські пісні про головне
- 2003 — Російські романси
- 2005 — Live Concert in New York with Oleg Butman's Quartet. The Greatest Hits Jewish